# Japan Touch
 (septembre 2014).
Si vous disposez d'ouvrages ou d'articles de référence ou si vous connaissez des sites web de qualité traitant du thème abordé ici, merci de compléter l'article en donnant les références utiles à sa vérifiabilité et en les liant à la section « Notes et références ».
Japan Touch est un festival organisé par l'association Asiexpo Events, consacré à la culture japonaise qui se déroule un week-end de novembre à Eurexpo, parc des expositions de Lyon. À l’origine convention manga, animation japonaise et jeux vidéo, l’événement s’ouvre au Japon traditionnel : arts martiaux, calligraphie, cérémonie du thé, ikebana, kimono, origami…
Cette manifestation culturelle rassemble plusieurs dizaines de milliers d’amateurs, professionnels, associations et passionnés autour de multiples animations et invités.

## Histoire

### Origines
Depuis 1997, Asiexpo, association lyonnaise dont la vocation est de promouvoir les cultures asiatiques dans leur diversité, organise des évènements culturels et cinématographiques.
L’idée d’un festival naît en 1999 des soirées 100 % Manga : des films d’animation japonaise sont diffusés par Asiexpo pendant le festival Cinémas et Cultures d’Asie. Ces séances se déroulent au Ninkasi Gerland (Lyon 7e) et attirent 400 spectateurs environ. L'idée prend forme en 2000, première année du festival Japan Touch.

### 2005
Après quatre éditions au Ninkasi, Asiexpo s’associe au salon du Jouet qui a lieu au Double Mixte et accueille 2 400 visiteurs. Ce succès conduit au lancement de la Chibi Japan Touch #6 (plus de 900 visiteurs).

### 2006 à 2008
Les éditions 2006 à 2008 se déroulent au Centre Culturel de Villeurbanne et permettent à la manifestation de prendre de l’ampleur. Le nombre de visiteurs croît rapidement (1 200 en 2006 et 1 600 en 2007) pour atteindre les 3 000 personnes en 2008.

### 2009 et 2010
Les éditions suivantes se tiennent à l’Espace Tête d’Or de Villeurbanne. Le succès est à nouveau au rendez-vous : 5 000 visiteurs sont présents la première année et 6 400 la suivante.

### 2011 et 2012
En 2011, le festival s’installe au Double Mixte et accueille près de 10 000 visiteurs, chiffre symbolique de son développement. Avec 13 274 visiteurs en 2012, la Japan Touch, l’un des plus anciens festivals japonais de France devient aussi l’un des plus importants de l’hexagone.

### 2013
Devenu le rendez-vous rhônalpin des amateurs de culture japonaise, la Japan Touch déménage à Eurexpo Lyon Chassieu et s’ouvre de plus en plus à la culture traditionnelle nippone : en plus des jeux vidéo et de la culture manga, la programmation met en avant la mode et la cuisine. Ces nouveautés attirent un public plus familial, de 7 à 77 ans et la Japan Touch accueille près de 23 000 personnes sur le week-end.

### 2014
Le printemps 2014 voit la naissance de la « petite sœur » de la Japan Touch : la Japan Touch Haru. Ce nouvel événement, 100 % pop culture, met à l’honneur les univers geek : manga et japanimation, cosplay, web-séries et youtubeurs, science-fiction et fantasy, sciences et high-tech, jeux vidéo, comics et séries TV…
L’édition de novembre, quant à elle, passe de 10 000 m2 à 22 000 m2 et attire près de 200 exposants de toute l’Europe et même d’Asie. De retour à Eurexpo pour la 16e édition, la Japan Touch accueille la première édition du Salon de l’Asie, nouvel événement consacré aux cultures asiatiques. En plus du Japon, toujours au cœur du festival, l’Inde est mise à l’honneur, notamment à travers une exposition inédite « Si Bollywood m’était contée… ». 30 000 visiteurs sont attendus sur le week-end du 8 et 9 novembre.

## Animations
- Arts martiaux
- Arts traditionnels
- Bar à saké
- Coin lecture
- Conférences / tables rondes
- Cosplay
- Cuisine
- Danses
- Dessin manga
- Drift
- Expositions artistiques
- Exposition de bonsaï
- Jeux vidéo
- Karaoké
- Kermesse et jeux japonais
- Manga et dédicaces
- Massages bien-être
- Mode (défilés steampunk, gothic lolita, kawaii, kimonos…)
- Musique (J-pop, J-rock, K-pop)
- Projections
- Salon de thé et cérémonie du thé

## Liste des invités

### 2011
- Flying Penguins
- Hikari & Ofuku
- Izumi Tsubaki
- Jelly
- Ken Bogard
- Le Joueur du Grenier
- Moy
- Noob
- Real Myop & Cœur de Vandale
- Shin’ichi Sakamoto
- Square Time Magician
- Usul

### 2012
- Akino Kondoh
- Keisho Ohno
- Kriss de Minute Papillon
- Le Joueur du grenier
- Le Visiteur du futur
- Masae Nishizawa
- Miou
- Ryu Geum-Chul
- Sachiko
- Shibuya Impakt
- Square Tune Magician

### 2013
- Clubird
- Etienne Barral
- Frédéric Boilet
- Gen'ichirō Takahashi
- Haruki Murakami lu par trois peintres
- Hugo Yoshikawa
- Hwajae Yong, maître du kinbaku
- Jigmé
- Kaori Endo
- Kriss de Minute Papillon
- Laurent Feneau
- Mio Suzuki
- Nathalie Nguyen &Dreamy
- Neko Light Orchestra
- Paka
- Park Jin-hwann & Jeon Geuk-jin, The Breaker
- Serial Busters
- Tambours du Paris Taiko ensemble
- Thimothée Hochet
- Vanrah
- Who the Bitch
- Yumiko Igarashi

### 2024
- Karl-Line Heller
- Charlyne Pestel
- Gatsu Sensei
- Ivan Taveau
- The RedMoths
- BAEKKCOSER
- Clément Pelissier
- Baptiste Peyron
- Romain Kalisz
- Loui (mangaka)
- VanRah (mangaka)
- Michaël Sanlaville
- Wen Yuan
- Gustave Auguste
- Chloe Mainge
- Vincent Ropion
- Benoit du pac
- Charline Cherry’s
- Zoro l'frerot
- Almyr
- G.L.A.M.S
- Meidelev
- Piichame & Chandary
- Nezumi Records
- Sanae & les recettes de Naruto
- Jean-Philippe Dubrulle
- BeeJayKpop
- Winni
- Afro roshi